# Троїцьке (Очеретинська селищна громада)
Тро́їцьке — село Очеретинської селищної громади Покровського району Донецької області, в Україні. Населення станом на 2001 рік становило 239 осіб.

## Загальні відомості
Відстань до райцентру становить близько 18 км і проходить автошляхом місцевого значення.
Землі села межують із територією с-ща Ставки Горлівки Донецької області.
Поблизу села річка Батманка впадає в Кривий Торець. Біля села розташований блокпост Петруньки.

## Світлини

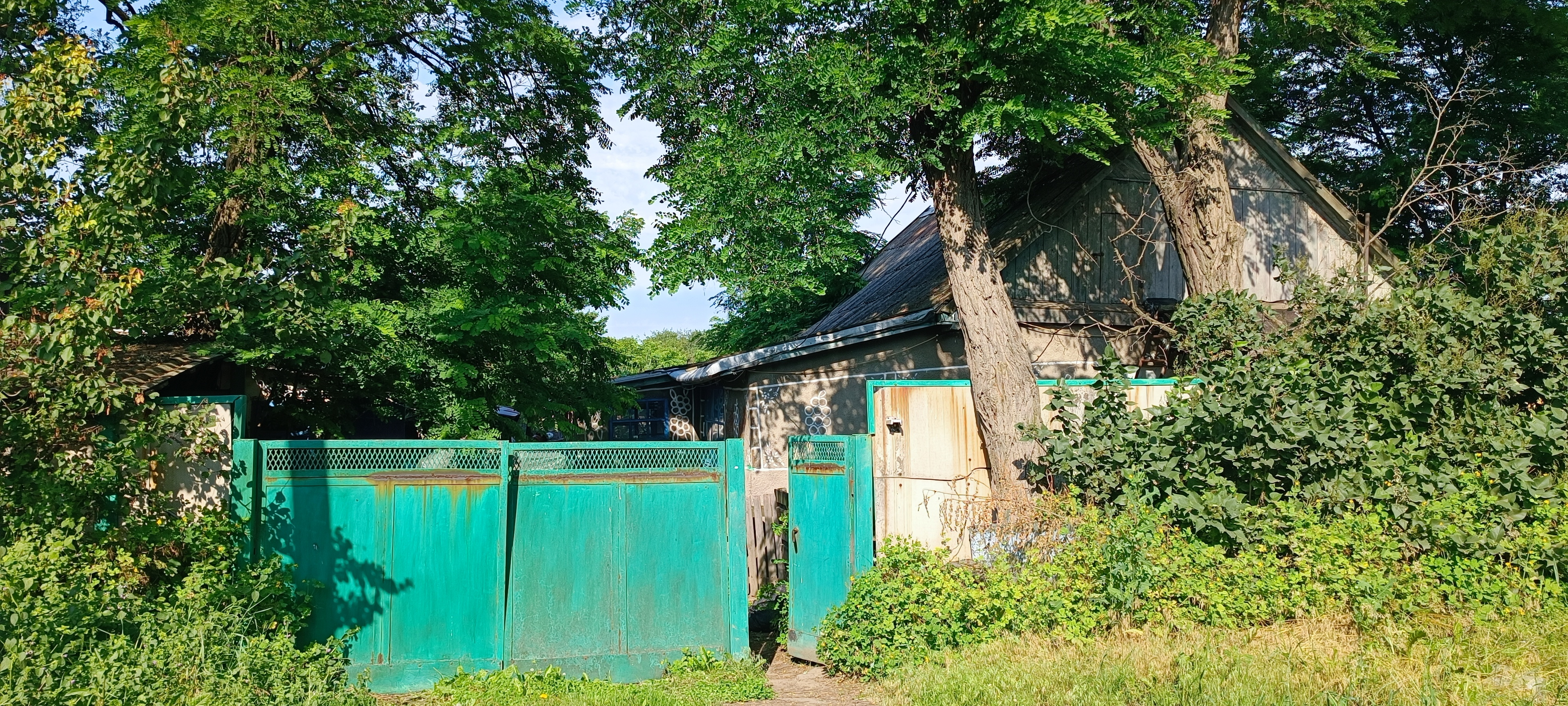
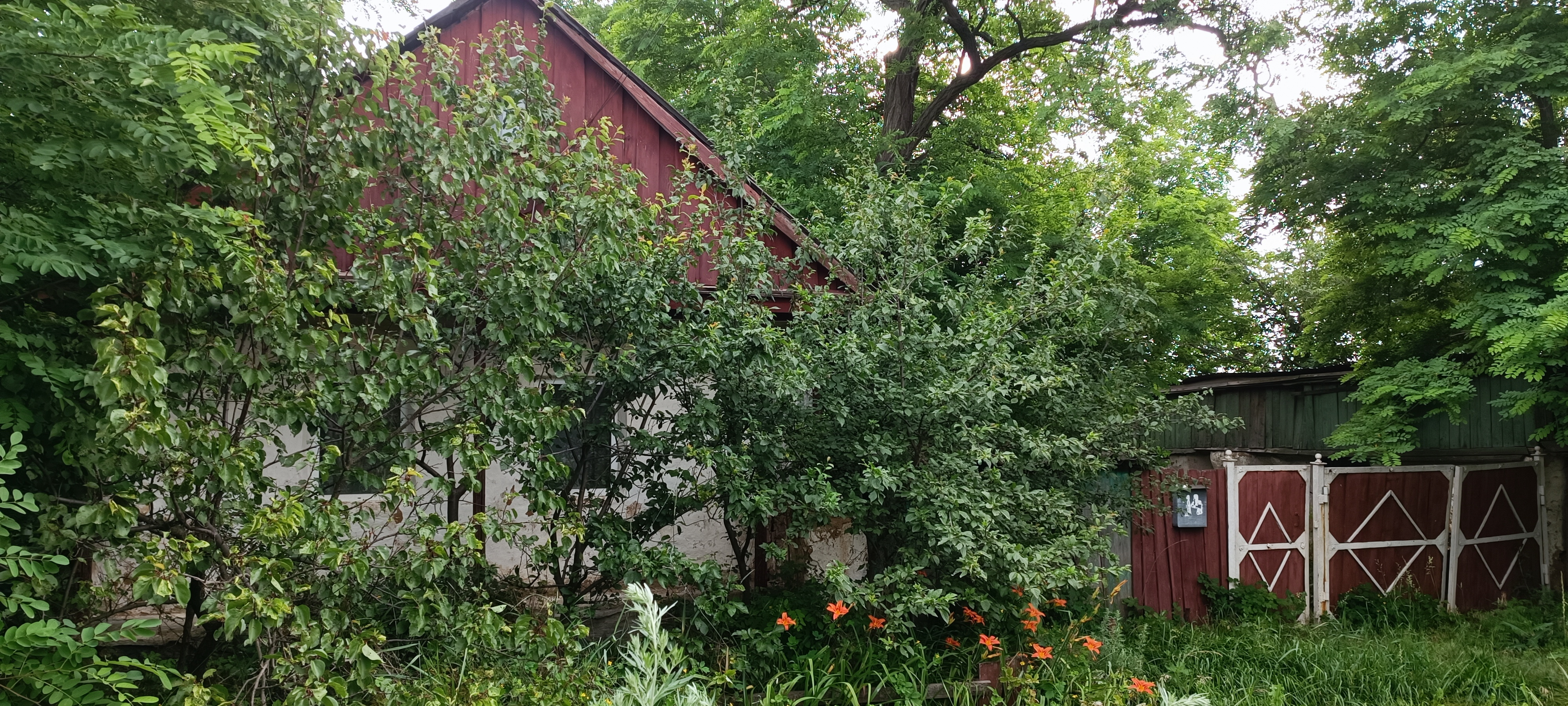
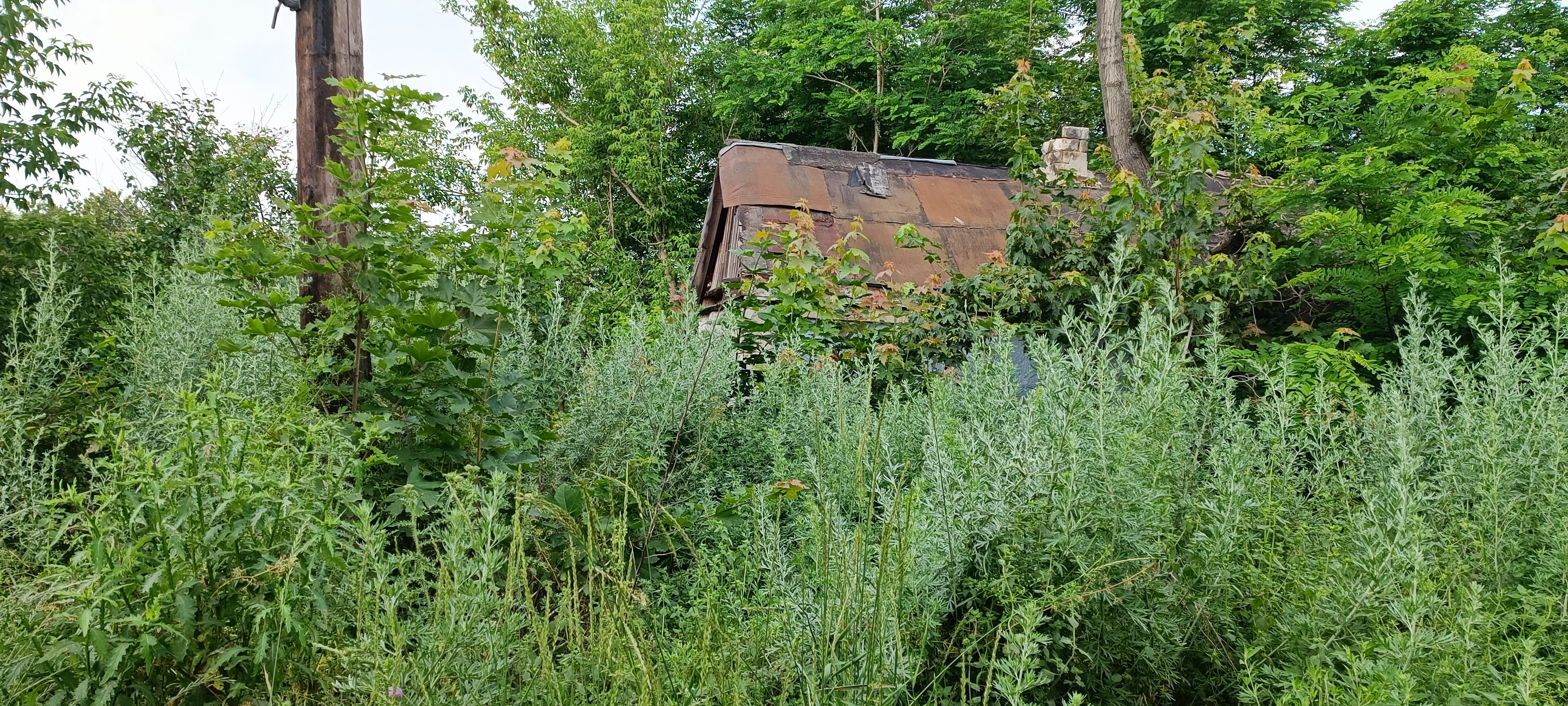
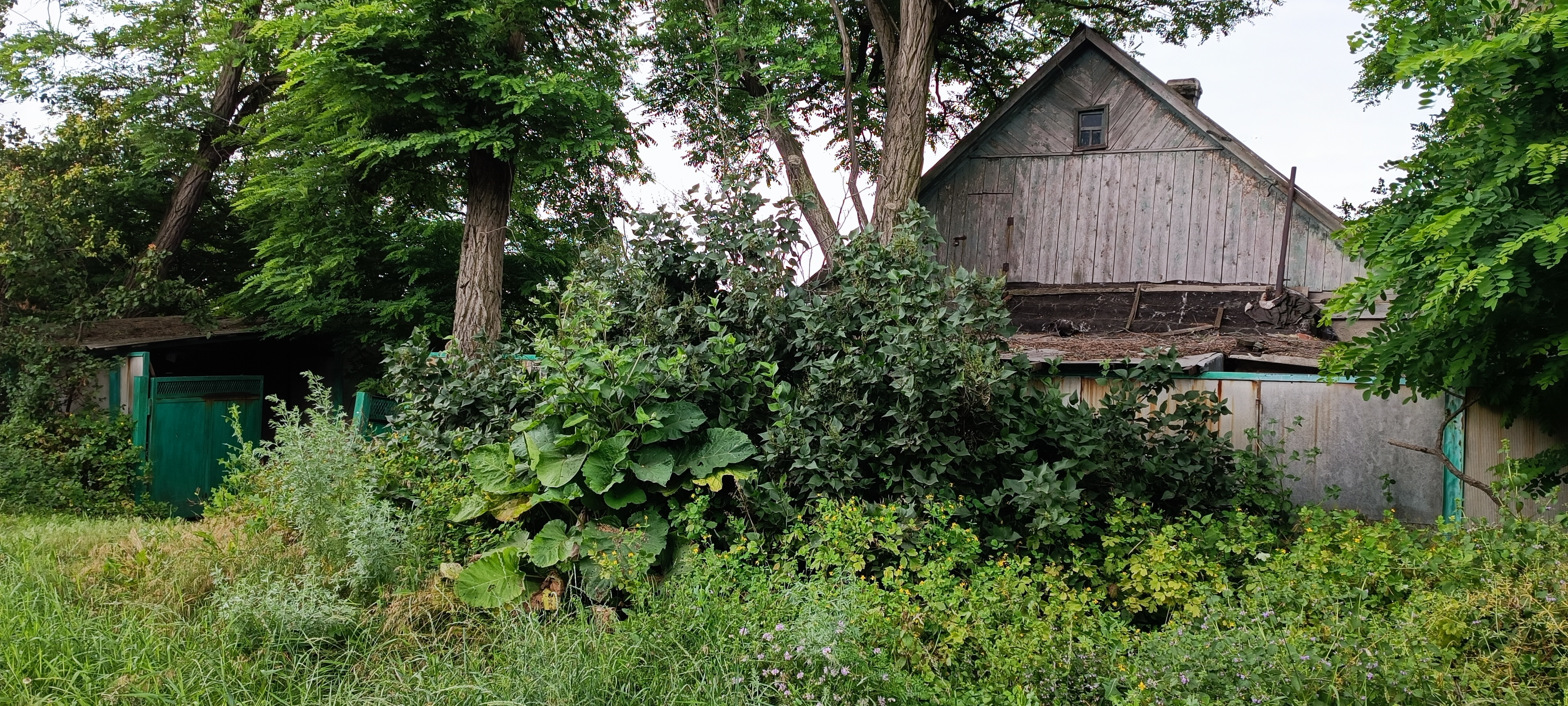
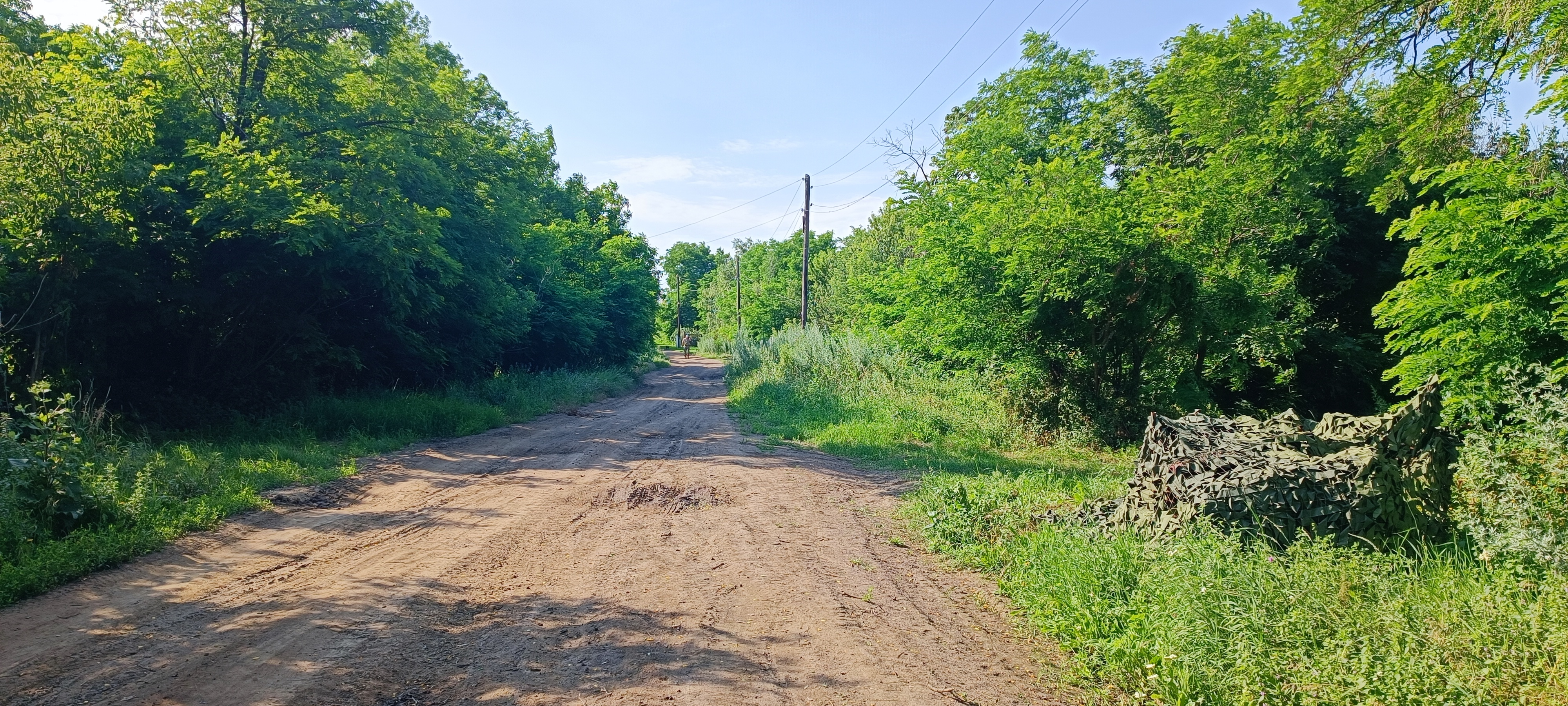
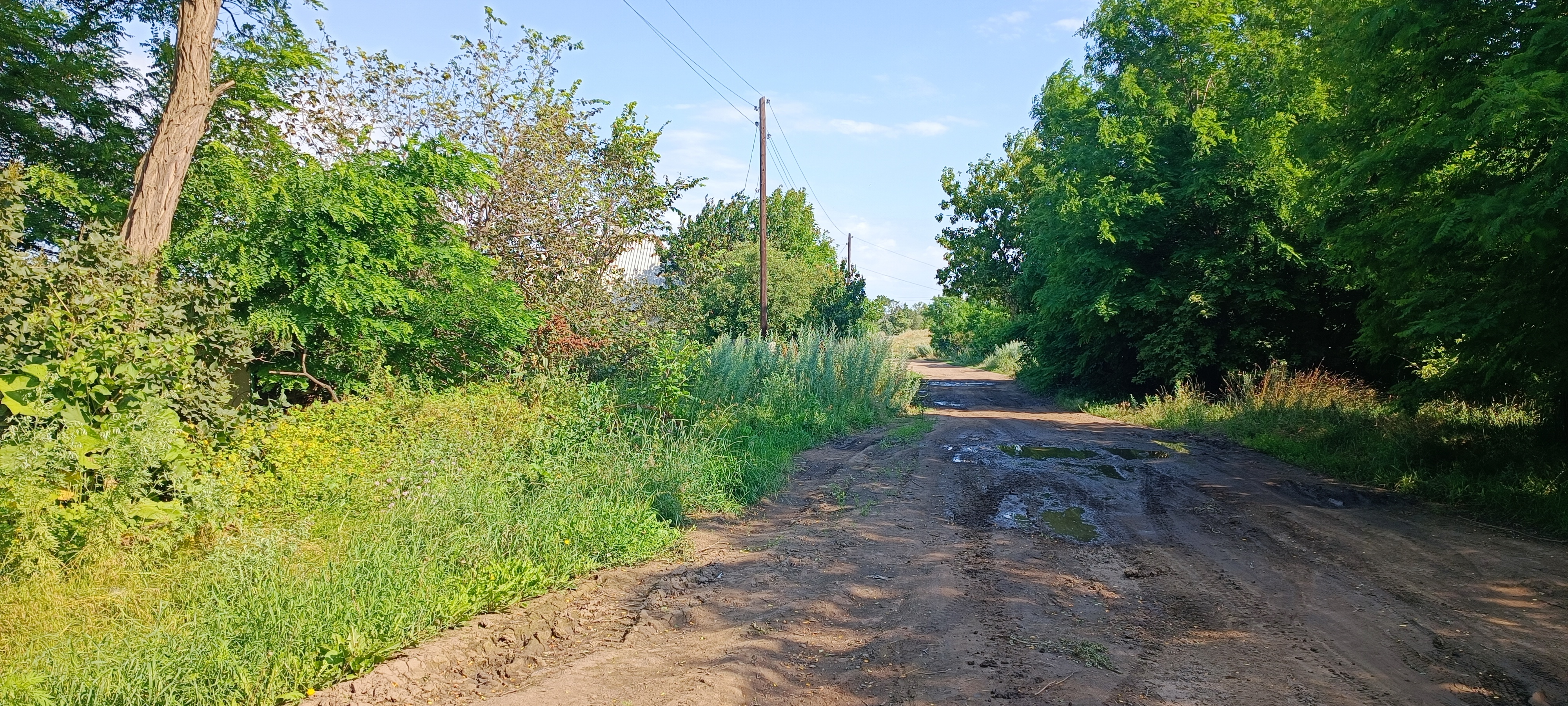
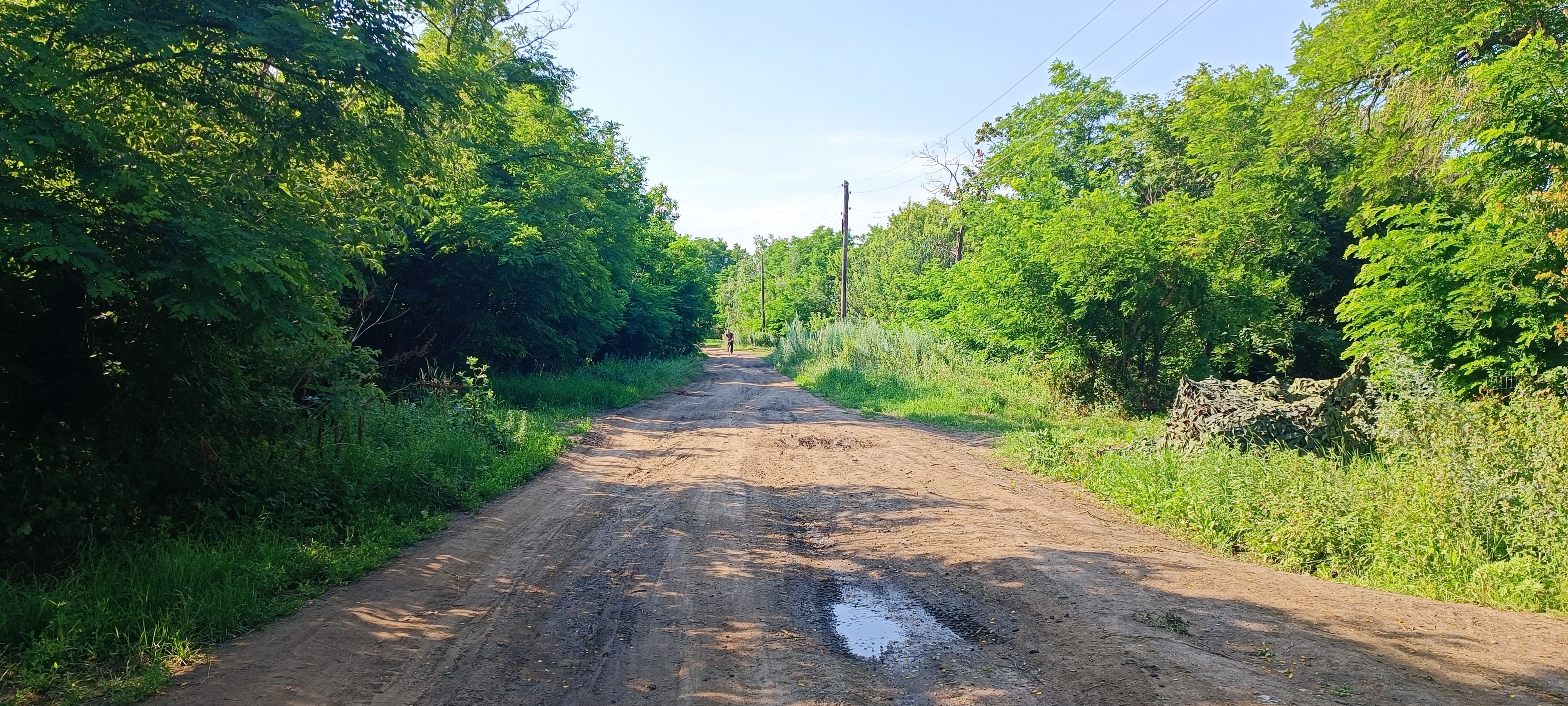
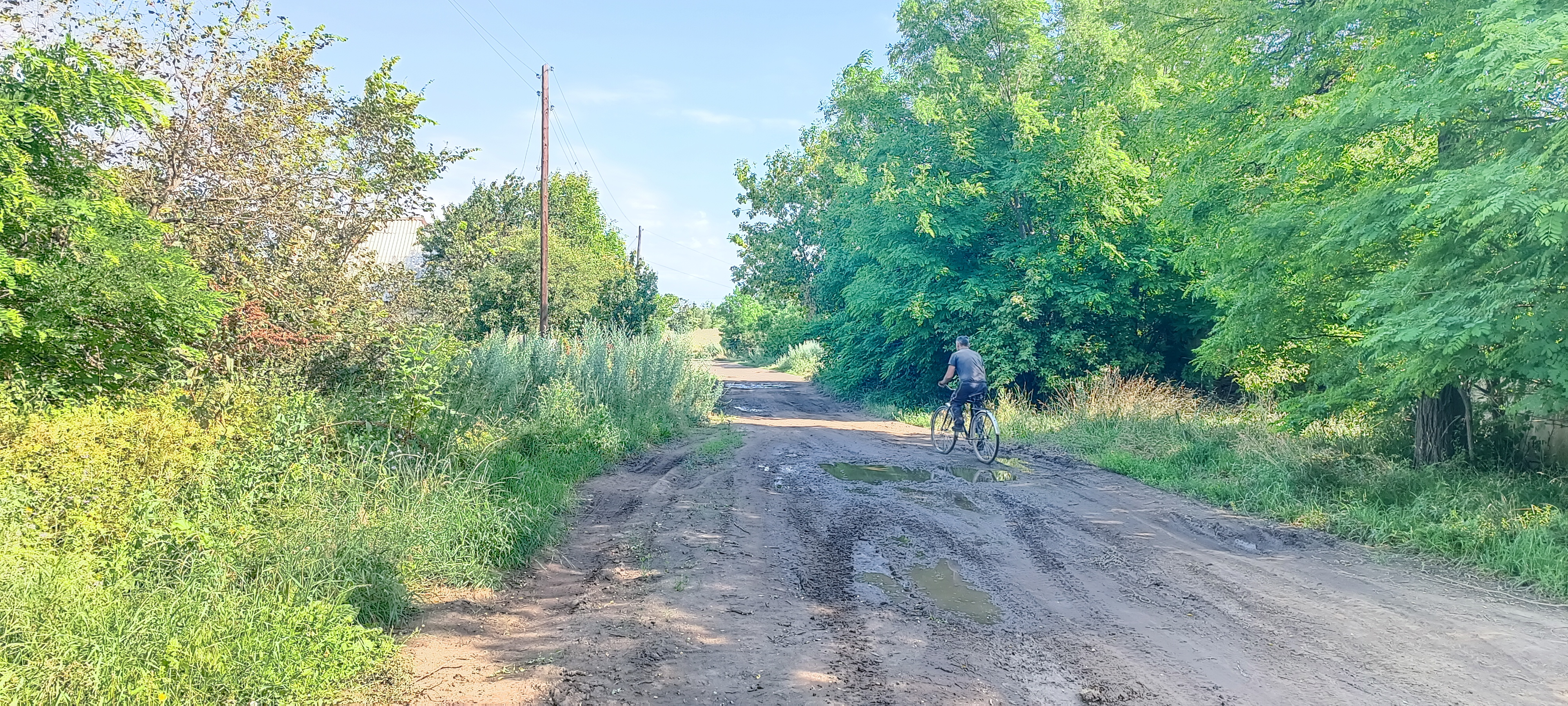
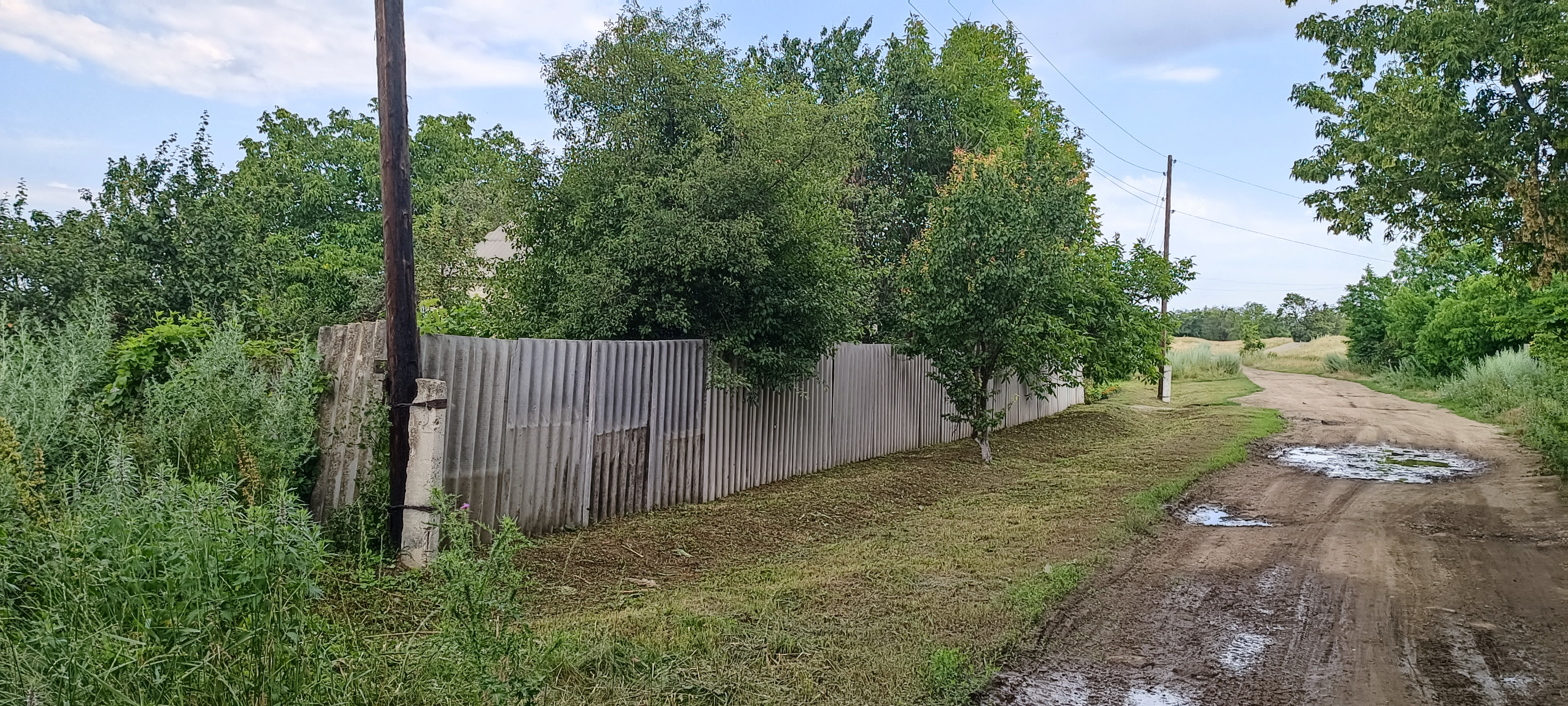

## Населення
За даними перепису 2001 року населення села становило 239 осіб, із них 87,03 % зазначили рідною мову українську та 12,55 % — російську.